# Bonnier Entertainment
Bonnier Entertainment var ett affärsområde inom Bonnier AB. Bonnier Entertainment omfattade under sin existens produktion och distribution av film, radio, TV, skivor och musik, samt nätspel och innefattade företagen Svensk Filmindustri, Bonnier Gaming, Homeenter AB (inkl. Discshop.se) och Expericard.